# Gouverneur de Basse-Californie du Sud
Le gouverneur de Basse-Californie du Sud (en espagnol : Gobernador de Baja California Sur) est le chef du pouvoir exécutif de l'État de Basse-Californie du Sud au Mexique.
La fonction est occupée par Víctor Manuel Castro Cosío depuis le 10 septembre 2021.

## Histoire
La fonction est créée en 1974, date à laquelle le territoire du Sud de la Basse-Californie devient le 31e État du Mexique. Félix Agramont Cota est le premier titulaire de la fonction à titre provisoire et son successeur Ángel César Mendoza Arámburo est le premier élu en 1975.
La fonction est toujours occupée par des membres du Parti révolutionnaire institutionnel (PRI) jusqu'en 1999, date à laquelle se produit une alternance.

## Élection
Le gouverneur est élu au suffrage universel pour un mandat de six ans et n'est pas rééligible. La dernière élection a eu lieu le 6 juin 2021.

## Liste des gouverneurs
| Mandat      | Nom                           | Parti | Notes                  |
| ----------- | ----------------------------- | ----- | ---------------------- |
| 1974-1975   | Félix Agramont Cota           |       | Gouverneur provisoire. |
| 1975-1981   | Ángel César Mendoza Arámburo  |       |                        |
| 1981-1987   | Alberto Alvarado Arámburo     |       |                        |
| 1987-1993   | Víctor Manuel Liceaga Ruibal  |       |                        |
| 1993-1999   | Guillermo Mercado Romero      |       |                        |
| 1999-2005   | Leonel Cota Montaño           |       |                        |
| 2005-2011   | Narciso Agúndez Montaño       |       |                        |
| 2011-2015   | Marcos Covarrubias Villaseñor |       |                        |
| 2015-2021   | Carlos Mendoza Davis          |       |                        |
| Depuis 2021 | Víctor Manuel Castro Cosío    |       |                        |